# Степінь
Сте́пінь — математичний термін, що означає результат дії піднесення до степеня.

## Сутність
Для натуральних n степінь числа j утворюється множенням числа на себе n разів. Наприклад, bn.
Часто степенем також нестрого називають показник степеня.

## Мовна норма
Степінь — іменник чоловічого  роду. Його не слід плутати зі словом ступінь.